# 上垣彰
上垣 彰（うえがき あきら、1950年（昭和25年） - ）は、日本の経済学者。西南学院大学経済学部国際経済学科教授。元比較経済体制学会代表幹事。
大阪市生まれ。1974年東京大学経済学部経済学科卒業。1977年東京大学大学院経済学研究科応用経済学専攻修了、経済学修士。1982年在ルーマニア日本国大使館専門調査員。1992年から西南学院大学経済学部国際経済学科教授。1994年博士（経済学）（東京大学）の学位を取得。
2017年比較体制学会代表幹事。

## 著書
- 『経済グローバリゼーション下のロシア』（日本評論社、2005年）
- 『ルーマニア経済体制の研究　1944-1989』（東京大学出版会、1995年）

### 編著
- 『ユーラシア地域大国の持続的経済発展』、上垣彰・田畑伸一郎編、ミネルヴァ書房、2013年